# The Village 'Neath the Sea
The Village 'Neath the Sea è un cortometraggio muto del 1914 diretto da Jay Hunt e prodotto da Thomas H. Ince.

## Produzione
Il film fu prodotto dalla Domino Film Company e dalla Thomas H. Ince Corporation.

## Distribuzione
Distribuito dalla Mutual, il film - un cortometraggio in due bobine - uscì nelle sale statunitensi il 27 agosto 1914.